# ارجل
ارجل، روستایی از توابع بخش مركزی شهرستان اردل در استان چهارمحال و بختياری است. اين آبادی در دامنه‌ی کوه «هفت چشمه» و در كنار رودخانه «آبسرده» واقع شده است.

## جمعیت
این ابادي در دهستان دیناران قرار دارد و براساس سرشماری مرکز آمار ایران سرشماری عمومی نفوس و مسکن در سال (۱۳۸۵)، جمعیت آن ۵۴۱ نفر (۱۷۱خانوار) بوده‌است.

## نژاد و طوايف
مردم اين دهكده از شاخه هفت لنگ، طايف اورك و دينارانی باب و تيره چهاربنیچه می‌باشند.

## ساكنين و نامداران
نشان خانوادگي ساكنين اين ابادي (كياني/پوركيان/ ازادي/ابزاده/اذربايگان/ آشیانی) مي باشد ، تمامي ساكنين از خانواده هاي بزرگ و محترم مي باشند و غالبا رابطه خويشاوندي نزديك با همديگر دارند ، از بزرگان نامدار اين ديار كي مقصود كياني كه اوازه نامشان در قوم بختياري و طايفه اورك زبانزد عام و خاص و مورد احترام مي باشد و ايشان از پشتيبانان مالي مشروطه خواهان بختياري در زمان انقلاب مشروطيت و فتح تهران نيز مي باشد. و شعر مال من تا مال قارون بيش بود صد چند مثل قارون نزد من درويش بود از گفته هاي وي در زمان حمايت از مشروطه خواهان بختياري مي باشد.
مردمداري و رشادتهاي ايشان دردفاع و نگهداري از ملك طايفه چهاربنيچه در خوزستان (تخت كبود اسماري) با گذشت ساليان زياد كماكان نقل محافل بزرگان قوم مي باشد. 
از دیگر بزرگان و نامداران اين ديار سردار سرلشكر شهيد مهندس محمدرضا پوركيان اولين سردار شهيد دفاع مقدس مي باشد كه اوازه ي نامشان بر پهنه ي سرزمين ايران گسترانيده شده است.
همچنين اين ابادي دو تن ديگر از فزندان رشيد و پاك خود به نامهاي شهيد غلامرضا كياني و شهيد داود كياني را تقديم دفاع از سرزمين ايران نموده است. 
این دهکده از سرچشمه های شعر بختیاری می باشد و شاعرانی چون وحید کیانیان و یاسر کیانی،جمشید پورکیان و حمید میرعلایی در این خطه رشد و پرورش یافته اند.
بزرگش نخوانند اهل خرد       كه نام بزرگان به زشتي برد